# Othonna cremnophila
Othonna cremnophila là một loài thực vật có hoa trong họ Cúc. Loài này được B.Nord. & van Jaarsv. mô tả khoa học đầu tiên.